# France 3 Alpes
France 3 Alpes est une des vingt-quatre antennes métropolitaines de proximité de France Télévisions, émettant en région Auvergne-Rhône-Alpes sur les départements de l'Isère, de la Savoie et de la Haute-Savoie.
À partir du 4 janvier 2016, elle fusionne avec deux autres antennes au sein de France 3 Auvergne-Rhône-Alpes.

## Histoire de la chaîne
L'O.R.T.F. inaugure un nouveau centre de télévision à Grenoble dans le quartier Malherbe le 6 février 1968 à l'occasion du déroulement des Jeux olympiques d'hiver. À partir du 3 septembre 1970, le journal télévisé régional est élaboré et retransmis tous les jeudis depuis les studios de l'O.R.T.F. de l'avenue du grand Sablon à La Tronche, action visant à tendre vers une autonomie du journal régional pour les départements alpins. Ce centre est cependant rattaché à celui de Lyon et diffuse ses reportages dans le cadre du journal télévisé régional de l'O.R.T.F. Télévision Rhône-Alpes.
Ce n'est qu'à partir du 1er juin 1982, que le Journal des Alpes est officiellement lancé depuis ses studios à La Tronche. Cette édition quotidienne est centrée sur l'actualité de l'Isère et de la Savoie et de la Haute-Savoie. Quelques rares programmes régionaux restant commun avec ceux de Lyon et de Clermont-Ferrand.
L'information régionale est diffusée tous les jours de 19h10 à 19h30 dans le cadre du 19/20 dès 1990.
Avec la création de France Télévision le 7 septembre 1992, FR3 Rhône-Alpes Auvergne devient France 3 Rhône-Alpes Auvergne. Un bureau permanent est ouvert à Annecy (Haute-Savoie) en 1994. Le lancement en 1999 de trois éditions locales de sept minutes permet de couvrir l’actualité du Grand Lyon, de Saint-Etienne et de Grenoble. En 2001, un nouveau bureau permanent est installé à Archamps (Léman).
Fin 2009, la direction régionale de France 3 Rhône-Alpes Auvergne couvrait 12 départements et comptait trois rédactions régionales (Lyon, Grenoble et Clermont-Ferrand), quatre éditions locales (Lyon, Saint-Étienne, Grenoble et Clermont-Ferrand), dix bureaux permanents et une unité régionale de production.
Depuis le 4 janvier 2010, une nouvelle organisation de France 3 a été mise en place dans le cadre de l'entreprise unique. L’un des changements majeurs pour France 3 est la suppression de ses 13 directions régionales remplacées par quatre pôles de gouvernance (Nord-Est, Nord-Ouest, Sud-Ouest et Sud-Est) localisés dans quatre grandes villes de France, celui du Sud-Est ayant été attribué à Marseille. Les régions sont redécoupées en 24 antennes dites de proximité. Les bureaux régionaux d'information de Grenoble et Clermont-Ferrand cessent de dépendre de Lyon, qui a perdu son rôle de direction régionale, pour devenir autonomes. France 3 Rhône-Alpes Auvergne se scinde alors en trois antennes de proximité : France 3 Rhône-Alpes, France 3 Alpes et France 3 Auvergne.
France 3 Alpes a tourné le 21 juin 2010 le premier journal télévisé en autonomie d'énergie grâce à des panneaux solaires depuis le refuge de Sarenne.
En janvier 2019, France 3 Alpes accueille spontanément le personnel de la radio France Bleu Isère dont les locaux ont été complètement dévastés par l'un des sinistres de la vague d'incendies criminels à Grenoble.

## Identité visuelle
Le 29 janvier 2018, France 3 dévoile le nouveau logo pour la région et locale Alpes, qui a été mise à l'antenne depuis le 29 janvier 2018.

### Identité visuelle (logo)

Logo de FR3 Rhône-Alpes Auvergne du 6 mai 1986 au 22 novembre 1987.
Logo de France 3 Rhône-Alpes Auvergne du 7 septembre 1992 au 6 janvier 2002.
Logo de France 3 Rhône-Alpes Auvergne du 7 janvier 2002 au 6 avril 2008.
Logo de France 3 Rhône-Alpes Auvergne du 7 avril 2008 au 3 janvier 2010.
Logo de France 3 Alpes du 4 janvier 2010 au 3 janvier 2016.

### Slogan
- « Toujours plus près, pour mieux se comprendre »

## Organisation

### Mission
La mission des antennes régionales de France 3 est de produire de l’information et des programmes de proximité sur tous les supports de diffusion.

## Émissions régionales
L'essentiel des émissions régionales diffusées sur France 3 Alpes sont communes à celles de France 3 Rhône-Alpes. Seules les émissions ci-dessous sont spécifiques à l'antenne France 3 Alpes.

### Émissions de proximité
- Dimanche en Politique : débat hebdomadaire pour revenir sur l’actualité et les grands dossiers de la région avec les élus et les personnalités de la société civile, diffusé le dimanche à 11h30.
- Alpes Express : magazine alpin transfrontalier diffusé chaque samedi dans le journal de 19h00.
- Midi Pile du 12/13

### Journaux télévisés
- 12/13 Alpes : toute l'actualité régionale diffusée chaque jour de 12h00 à 12h30
- 19/20 Alpes : toute l'actualité régionale diffusée chaque jour de 19h00 à 19h30
- Soir 3 Alpes : l'actualité régionale tout en images diffusée chaque jour à 22h45

## Présentateurs
- Pauline Alleau
- Valérie Chasteland
- Daniel Despin
- Cédric Picaud
- Jordan Gueant
- Marie Michellier
- Florine Ebbah
- Aurélie Massait
- Jean-Christophe Solari

## Diffusion
France 3 Alpes fut diffusée sur le réseau hertzien analogique terrestre UHF SECAM L sur toute la région Rhône-Alpes jusqu'au passage définitif au numérique terrestre le 15 juin 2011 pour le Rhône et le 20 septembre 2011 pour les Alpes. La présence de deux émetteurs de très forte puissance installés à une altitude élevée (Mont-Pilat et Gex-Montrond dans le Jura) assure la réception des programmes de la chaîne au-delà des frontières régionales et jusqu'en Suisse.

### Hertzien numérique

Zone d'émission TNT de France 3 Alpes

France 3 Alpes est diffusée en clair sur le multiplex R1 de la TNT au standard UHF PAL MPEG-2 (SDTV) depuis le 31 mars 2005 dans les départements de l'Isère, de la Savoie et de la Haute-Savoie. Son signal TNT peut être captée par débordement en Suisse.

### Câble
France 3 Alpes est diffusée sur le troisième canal du réseau câblé Numericable dans les départements de l'Isère, de la Savoie et de la Haute-Savoie.

### Satellite
France 3 Alpes est diffusée sur le bouquet satellite Canalsat depuis 2007. Elle fait également partie de l'offre gratuite FRANSAT (via Atlantic Bird 3) et TNTSAT (via Astra 1) qui permettent de recevoir les chaînes de la TNT par satellite, sans abonnement, dans les zones non couvertes par la TNT.

### Télévision sur IP
France 3 Alpes est diffusée sur les bouquets de télévision IP métropolitains par ADSL et FTTH : Alice TV, Freebox TV, la TV d'Orange, le Bouquet TV de SFR, BBox TV et Dartybox.

## Slogans
- 1992-2001 : « France 3, la télé qui prend son temps »
- 2001-2010 : « France 3, de près, on se comprend mieux »[3]
- 2010-2011 : « France 3, avec vous, à chaque instant »
- 2011-2012 : « Entre nous, on se dit tout »
- 2012-2013 : « Vous êtes au bon endroit »
- 2013 : « Depuis 40 ans, vous êtes au bon endroit »
- Novembre 2013 : « Nos régions nous inspirent, nos régions vous inspirent »
- Septembre 2018 : « Sur France 3, vous êtes au bon endroit »